# 莫辛宁
莫辛宁是德国巴伐利亚州的一个市镇。总面积39.97平方公里，总人口5595人，其中男性2839人，女性2756人（2011年12月31日），人口密度140人/平方公里。